# 竹原良文
竹原 良文（たけわら よしふみ、1915年8月17日 - 1992年2月15日）は、日本の政治史学者。

## 経歴・人物
福岡市唐人町に生まれる。1933年福岡県中学修猷館、1936年旧制福岡高等学校文科乙類を経て、1939年九州帝国大学法文学部法科卒業。
一時産業組合中央金庫（現・農林中央金庫）に勤務するが、1940年2月歩兵第24連隊留守隊入隊、1942年11月現役延期解止除隊。1944年8月外務省事務嘱託（調査局第2課）となり、1946年9月まで勤める。
1947年3月九州帝国大学法文学部講師となり、1947年10月九州大学に改称後、1948年12月法文学部助教授、1949年4月改組により法学部が分離後、1955年4月法学部教授に就任する。
1969年7月から1971年6月まで法学部長および大学院法学研究科長を務め、1979年4月停年退職、1979年5月九州大学名誉教授。
1981年4月から1991年3月まで香蘭女子短期大学教授を務める。